# 394 Arduina
Arduina (asteroide 394) é um asteroide da cintura principal com um diâmetro de 31,32 quilómetros, a 2,1279204 UA. Possui uma excentricidade de 0,229052 e um período orbital de 1 674,92 dias (4,59 anos).
Arduina tem uma velocidade orbital média de 17,92782486 km/s e uma inclinação de 6,22412º.
Esse asteroide foi descoberto em 19 de Novembro de 1894 por Alphonse Borrelly.